# Jagodinsko momče (album)
Jagodinsko momče, je singl ploča jugoslovenskog rock benda Tač. 

## Spisak pesama
1. Jagodinsko momče 04:16
2. Zabranjeni rock 05:06

## Muzičari
- Slavoljub Nenad Jelača
- Aleksandar Saša Jelača
- Slava Milutinović
- Zoran Marković
- Dragoljub Dragan Petrović Košpa